# Beleg van Písek
Het beleg van Písek was een belegering tijdens de Boheemse Opstand. Het beleg mondde uit in een massaslachting waarbij vrijwel de hele mannelijke bevolking van Písek vermoord werd.

## Voorgeschiedenis
Het beleg vond plaats in het derde jaar van de Boheemse Opstand. Deze opstand was erop gericht de katholieke keizer Ferdinand II af te zetten als koning van Bohemen en te vervangen door de protestantse Frederik van de Palts. Om zijn bezittingen te heroveren stelde de keizer eerst de graaf van Bucquoy aan, maar deze had maar beperkt succes. Voorjaar 1620 verzamelde Maximiliaan van Beieren voor de keizer een groot leger onder de vlag van de Katholieke Liga om daarmee via Opper- en Neder-Oostenrijk het koninkrijk Bohemen aan te vallen.
Op 21 september 1620 viel een gecombineerd Beiers-keizerlijk leger het koninkrijk Bohemen binnen via de stad Nové Hrady. Het vermoeden bestond dat het keizerlijke leger naar Pilsen zou trekken, waar Ernst van Mansfeld gelegerd was. Om die reden besloot opperbevelhebber Christiaan van Anhalt tot een tactische terugtrekking van het Boheemse leger naar het noorden tot bij Zbenice. Hierdoor had het keizerlijke leger vrij spel in Zuid-Bohemen en nam het de ene na de andere stad in.

## Verloop
Op 22 september kwam het keizerlijke leger aan in Budějovice, waar de soldaten enkele dagen konden uitrusten. Vanuit Budějovice trok Maximiliaan op 25 september naar Vodňany en ging Bucquoy naar Prachatice. Vodňany werd door Maximiliaan zwaar gebombardeerd, waarna het daar aanwezige garnizoen van ongeveer 400 man uitgemoord werd. Voor de komst van het keizerlijk leger had Balthasar Marradas in Zuid-Bohemen al het stadje Týn nad Vltavou ingenomen. Alleen Třeboň werd nog bezet door een garnizoen van betekenis. Maximiliaan besloot daarom niet Třeboň, maar Písek te belegeren. Op 29 september kwam hij bij Písek aan vergezeld van een legeronderdeel onder leiding van Bucquoy. In Písek was op dat moment een garnizoen aanwezig van 900 man aangevuld door een burgermilitie.
Maximiliaan riep de stad op zich over te geven in ruil voor genade en een vrije aftocht van de soldaten. De Písekkers antwoordden echter, dat de vorst [= Maximiliaan] en Bucquoy nog maar weinig te lijden zouden hebben, dat ze op dat moment niet van plan waren op het verzoek in te gaan, want Písek is geen Vodňany, maar dat ze, zoals een man betaamt, hun vaderland en zichzelf tegen geweld zouden beschermen, dat Frederik hun koning was en dat ze geen Ferdinand kenden. Direct daarop werd op de kerktoren een rode vlag gehesen om aan te geven dat de Písekkers bereid waren tot het einde te vechten.
De keizerlijken waren gelegerd ten noordoosten, de Beieren ten zuidwesten van Písek, aan beide oevers van de rivier de Otava. Zodra de belegeraars op 29 september hun kampen opzetten werden ze al bestookt vanuit de stad. Hierbij werd de commandant van de artillerie dodelijk getroffen. De volgende dag werd de stad beschoten door elk kanon dat de belegeraars meegenomen hadden. Vooral de noordkant had het zwaar te verduren. Hier werden zeven kanonnen gebruikt, waarschijnlijk vanuit een redoute. Hierdoor werden de stadsmuren en een bastion, die al verzwakt waren na eerdere belegeringen, op meerdere plaatsen verwoest.
Uiteindelijk was het artillerievuur zo intens dat de Písekkers zich realiseerden dat ze geen kans maakten de belegeraars te weerstaan. Op 30 september om 2 uur 's middags werd een witte vlag gehesen en werd een wapenstilstand van drie uur overeengekomen om te onderhandelen over de voorwaarden van overgave. De verdedigers dachten er echter niet aan kritieke punten in de stadsverdediging van genoeg bewakers te voorzien. Waarschijnlijk ook gingen de meeste verdedigers naar het zuiden, waar Maximiliaan zijn tent had en waar de onderhandelingen plaatsvonden.
Volgens oorlogsrecht mochten belegeraars alleen plunderen in het geval van een bestorming. Nu er onderhandeld werd leek het erop dat de buit aan hen voorbij zou gaan. Een groep Walen maakten gebruik van de situatie en drongen in het noordoosten de stad binnen via het straatje V Koutě (de hoek). Dit gaf de overigen de moed om de rest van de stad te bestormen. Een aantal van hen openden de Týnská-poort waardoorheen de Kozakken de stad binnendrongen. Daarna volgde een ongekende slachting. Niet alleen soldaten, maar vrijwel de hele mannelijke bevolking werd vermoord. De belegeraars klommen zelfs de daken op om Písekkers op te sporen. Het verhaal gaat dat de Otava rood kleurde van het bloed. Pas aan het eind van de slachtpartij gingen Maximiliaan en Bucquoy de stad in en voorkwamen dat ook vrouwen en kinderen gedood werden.
Naar schatting 6.000 personen kwamen om het leven. Slechts 9 tot 18 mannen overleefden het bloedbad door zich te verstoppen onder dakgoten en onder de raderen van de Podskalský-watermolen. Onder de slachtoffers waren primaat Zikmund Švantle, koninklijk magistraat Jan Jandas, raadslid Václav Vroutecký en burgermeester Ondřej Žďárský. Daarnaast werd de stad geplunderd en in brand gestoken. Alleen het middeleeuwse kasteel en enkele goedgebouwde, bakstenen huizen bleven overeind staan. Op 1 mei verliet Maximiliaan Písek weer en ging hij door het zijn tocht naar Praag.